# Phineas en Ferb: De Zomer is van jou!
"Phineas en Ferb: De Zomer is van jou!" is de honderd-en-tweede aflevering van Phineas en Ferb. Dit is de 3e special. Phineas en Ferb Cliptastische Top Tien en Phineas en Ferb's Kerstvakantie waren eerdere specials. Bij deze special was ook een marathon.

## Plot
Vader en Moeder Flynn zijn een weekendje weg. Ondertussen werken Phineas en Ferb aan een nieuwe uitvinding. Ze willen namelijk binnen 24 uur de wereld rond reizen. Hiervoor ontwerpen ze een speciaal vliegtuig. Als dat ze lukt geeft Buford de fietsen terug die hij als klein kind heeft afgepakt. Candace wil niet dat ze weggaan, totdat ze hoort dat ze langs Parijs komen waar Jeremy op vakantie is. Ze stemt in met hun plan, op voorwaarde dat ze mee mag. Bufford en Baljeet gaan eveneens mee.
De reis brengt hen allereerst naar Japan. Daar is ook Dr. Doofenshmirtz, die met zijn dochter op vakantie is. Hij heeft majoor Monogram ontvoerd, dus moet Perry hem daarheen volgen. Wanneer door een samenloop van omstandigheden Vanessa bij Phineas en Ferb in het vliegtuig beland en met hen mee richting Parijs vliegt, weet Doofenshmirtz majoor Monogram en Perry over te halen hem te helpen haar terug te vinden. Phineas, Ferb en vrienden maken een noodlanding in de Himalaya omdat doordat Vanessa nu met hen meevliegt het vliegtuig te zwaar beladen is. Ze blijken echter vlak bij de elastiekfabriek van Baljeets oom te zijn beland. Van hem krijgen ze genoeg elastiek om een grote elastiekbal te maken waarmee het vliegtuig zich al stuiterend over land kan voortbewegen. Hiermee bereikt de groep Parijs.
In Parijs verzamelen ze genoeg materiaal om het vliegtuig tot een boot om te bouwen. Vanessa ontmoet haar vader weer, en op aandringen van Ferb gaat ze met hem mee. Wanneer majoor Monogram Doofenshmirtz probeert te arresteren, komt Vanessa tussenbeide en helpt hem te ontsnappen. Candace vindt Jeremy. Nadat de boot is voltooid, vertrekt de groep weer.
De boot strandt echter op een onbewoond eilandje in de Atlantische oceaan, waar niks te vinden is waarmee de boot gerepareerd kan worden. Om toch nog op tijd thuis te zijn, vouwt Phineas de enorme landkaart waarop hun route stond uitgestippeld tot een groot papieren vliegtuigje, wat ze met behulp van het laatste overgebleven elastiek lanceren. Het vliegtuig brengt hen tot aan Buffords huis. Daar geeft Bufford iedereen zijn fiets terug (en leent Candace een driewieler), waarmee ze nog net voor zonsondergang terugkeren in Phineas en Ferb's achtertuin. Hun plan is geslaagd. Die avond geven ze een groot feest in de achtertuin om hun prestatie te vieren. Perry is ondertussen nog steeds in Parijs, waar hij in een restaurant zit.

## Liedjes
| Liedjes                     |
| --------------------------- |
| "I Believe We Can"          |
| "J-pop (Welkom in Tokio)"   |
| "Elastiek in een Bal"       |
| "We Stuiten de Wereld Rond" |
| "Liefdesstad nummer 1"      |
| "We Gaan de Zon Achterna"   |
| "De Zomer is van Jou!"      |

## Rolverdeling

### Engelstalige versie
- Vincent Martella - Phineas Flynn
- Ashley Tisdale - Candace Flynn
- Thomas Sangster - Ferb Fletcher
- Caroline Rhea - moeder
- Dan Povenmire - Dr. Heinz Doofenshmirtz
- Jeff "Swampy" Marsh - Majoor Francis Monogram
- Tyler Mann - Carl/Kees
- Dee Bradley Baker - Perry
- Bobby Gaylor - Buford
- Maulik Pancholy - Baljeet
- Mitchel Musso - Jeremy
- Alyson Stoner - Isabella
- Richard O'Brien - Vader
- Kelly Hu - Stacy
- Olivia Olson - Vanessa
- Brian George - Oom Sabu
- Clay Aiken - zichzelf
- Chaka Khan - zichzelf

### Nederlandstalige versie
- Victor Peeters - Phineas Flynn
- Lizemijn Libgott - Candace Flynn
- Sander van der Poel - Ferb Fletcher
- Edna Kalb - Linda Flynn (moeder)
- Bob van der Houven - Dr. Heinz Doofenshmirtz
- Rob van de Meeberg - Majoor Francis Monogram
- Marcel Veenendaal - Kees
- Dee Bradley Baker - Perry het vogelbekdier
- Daan Loenen - Buford
- Lizemijn Libgott - Baljeet Patel
- Sander van der Poel - Jeremy Johnson
- Vivian van Huiden - Isabella Garcia-Shapiro
- Fred Meijer - Lawrence Fletcher (Vader)
- Chantal van de Steeg - Stacy Hirano en Vanessa Doofenshmirtz
- Fred Meijer - Oom Sabu
- Clay Aiken - zichzelf
- Chaka Khan - zichzelf